# Zuhatag (játék)
A Zuhatag egyszemélyes logikai táblás játéktípus. A győzelemhez a lehető legtöbb pontot kell összegyűjteni.

## Nézet
A játék egy négyzet arányosan felosztott mezejű (pl. 9x9-es) táblán zajlik, melyen színek láthatóak.

## Szabályok
Bár a Zuhatag eredetileg egy játéktípus, -melynek lényege, hogy a játékmezőn látható táblákat valamilyen formában eltüntessük, helyükre újak kerülnek- a legelterjedtebb változatában a játékmezőn látható színeket közül kell minimum három azonos színű táblát egymás mellé rakni, vagy függőlegesen, vagy vízszintesen, mégpedig úgy, hogy két egymás mellett vagy alatt lévőt megcserélünk.
Ekkor ezek a színek eltűnnek, és újabb jön helyettük. Annyi új, ahány eltűnt.
A játék addig tart, ameddig le nem telik az idő, vagy elfogy a lépésszám. Ha ilyen limitek nincsenek, akkor amíg olyan felállás nem lesz a táblán, amelyből semmit nem lehet úgy elmozdítani, hogy függőlegesen és vízszintesen, kijön minimum három.

## Zuhatag játékok
- Candy Crush
- Jewel Magic